# Adriana Sklenaříková
Adriana Sklenaříková Karembeu (ur. 17 września 1971 w Breźnie) – słowacka modelka i aktorka.
Adriana Sklenaříková studiowała medycynę w Pradze. Karierę modelki zaczęła w Paryżu w 1993 roku, wkrótce po wygraniu lokalnego konkursu piękności w Pradze. Zadebiutowała na wybiegu w kolekcji Kenzo. Niedługo trwało zanim podpisała kolejne międzynarodowe kontrakty. Pojawiała się również na wybiegach w: Barcelonie, Londynie, Berlinie oraz Mediolanie. Współpracowała z takimi kreatorami mody, jak: Chantal Thomass, Jean Lanvin, Yves Saint Laurent, Paco Rabanne, Thierry Mugler, Chloé, Hervé Leger, Nina Ricci, Gianfranco Ferre, Les Copains, Joaquim Verdú, Victorio & Lucchino, Elio Berhanyer, Escada, Hanibal Laguna, Franck Sorbier. Przez wiele lat była twarzą firmy „Wonderbra” – brała udział w jej kampaniach reklamowych. W 2004 roku zakończyła międzynarodową karierę.
W grudniu 1998 roku w Porto-Vecchio na Korsyce Adriana Sklenaříková poślubiła francuskiego piłkarza Christiana Karembeu i zaczęła używać nazwiska męża. W marcu 2011 roku, po kilkunastu latach małżeństwa, doszło do separacji małżonków, a w grudniu do rozwodu pary.
W czerwcu 2014, poślubiła armeńskiego biznesmena Arama Ohaniana, z którym była w związku od 3 lat. Ich ślub miał miejsce w Marrakeszu, w Maroku, pojawiło się na nim wiele gwiazd filmu i biznesu.
Wzmianka o niej znalazła się w Księdze Rekordów Guinnessa za sprawą najdłuższych nóg wśród topmodelek – 126 cm przy 180 cm wzrostu.
Sklenaříková wystąpiła w kilku filmach, m.in. w komedii Roberta Altmana Prêt-à-Porter (1994), Jeana-Loupa Huberta Trois petites filles (2004), Dusana Kleina Jak básníci neztrácejí naději (2004) czy Asterix na olimpiadzie (2008).